# عبد الحكيم عبد الله
عبد الحكيم عبد الله (بالفرنسية: Abdel-Hakim Abdallah) (ولد في 18 أغسطس 1997) هو لاعب كرة قدم، يلعب مع نادي تروا ومنتخب جزر القمر لكرة القدم.

## روابط خارجية
- عبد الحكيم عبد الله على موقع رابطة كرة القدم الفرنسية للمحترفين (الإنجليزية)
- عبد الحكيم عبد الله على موقع قاعدة بيانات كرة القدم.إي يو (الإنجليزية)
- عبد الحكيم عبد الله على موقع ليكيب (الفرنسية)
- عبد الحكيم عبد الله على موقع ناشيونال فوتبول تيمز (الإنجليزية)
- عبد الحكيم عبد الله على موقع Soccerway.com (الإنجليزية)